# Pseudicius oblongus
Pseudicius oblongus là một loài nhện trong họ Salticidae.
Loài này thuộc chi Pseudicius. Pseudicius oblongus được Elizabeth Maria Gifford Peckham & George William Peckham miêu tả năm 1894.